# Плеханов Олександр Вікторович
Олекса́ндр Ві́кторович Плеха́нов (нар. 7 березня 1991, Київ, УРСР — пом. 18 лютого 2014, Київ, Україна) Герой України — герой Небесної Сотні, активіст Євромайдану. Студент архітектурного факультету Київського національного університету будівництва і архітектури. Загинув на барикадах від пострілу снайпера під час бойових дій на Майдані Незалежності  у центрі Києва 18 лютого 2014, коли силові спецпідрозділи отримали наказ штурмувати тих, хто вийшов на акції протесту проти злочинного режиму 4-го президента України Віктора Януковича.

## Біографія
Олександр Плеханов народився й виріс у старовинній частині Києва — на Подолі, де за спогадами його рідних, мирно уживалися представники багатьох національностей, зокрема українці, євреї, росіяни та інші. Його батьки — службовці. Родина Сашка має російське, українське та польське коріння. З раннього дитинства він виявляв неабиякий потяг до творчості, зокрема до конструювання. У 1998 році пішов у перший клас Київської гімназії № 19. Ріс надзвичайно самостійною дитиною, і змалечку був упевнений, що стане архітектором. Художній хист розвивав самостійно; шкодував, що не довелося вчитися у художній школі, хоча це зовсім не завадило йому після курсів успішно вступити у 2009 році на архітектурний факультет Київського національного університету будівництва і архітектури. Під час навчання в університеті захопився скульптурою. Мама Сашка згадує яскравий епізод у час його роботи над дипломом у січні 2014 року, коли він замість наукової праці несподівано почав ліпити фігуру звіра. На зауваження відповів — звір є алегорією на український народ: «Він має осмислений погляд і вже вислизає зі своєї шкури страху. Усвідомлює себе, розуміє свою силу і готується зробити останній ривок — щоби підвестися, встати». На запитання мами, чи є у цього звіра можливість і час, щоб встати, відповів: «Якщо і є, то дуже мало. Але він теж це розуміє. Бо цей звір живе у кожному з нас». (Записано зі слів сестри). Наразі ця незакінчена скульптура зберігається у мами загиблого. 
Рівно через день після загибелі Олександр Плеханов мав отримати диплом бакалавра.
Несподіваний і маловідомий факт: ще на початку грудня 2013 року, Олександр Плеханов, спілкуючись з воїнами-афганцями біля Михайлівського монастиря, зауважив, що треба якомога швидше висунути вимоги до влади, бо безглуздо протестувати без якоїсь мети. Він не мав жодних сумнівів, що Україна має підписати Угоду про асоціацію з Євросоюзом. Зі спогадів очевидців, Сашко взяв шматок картону й написав на ньому 8 вимог, серед яких були вищеназвані — відставка 4-го президента України Віктора Януковича, покарання силовиків, винних у розгоні мирних демонстрантів та студентів 30 листопада, та подальша євроінтеграція України. На саморобний плакат швидко звернули увагу інші активісти Євромайдану й перехожі. Навколо тих гасел на картонці зібралися люди й почали фотографувати. Наступного вечора українські ЗМІ опублікували вимоги учасників Євромайдану до влади, і вони виявилися слово в слово подібними до тих, які намалював Сашко на простому шматку картону. Того дня, за спогадами рідних, він дуже пишався собою…

Могила Олександра Плеханова, Лісове кладовище

Також він як людина всебічно розвинена з дитинства займався веслуванням та айкідо, згодом захопився велоспортом.  У 2013 році Сашко взяв участь у веломарафоні Львівська двохсотка  який подолав за 12 год 22 хв. У  2014 році, організатори присвятили цю подію його пам'яті. Також займався танцями. У вільний час Сашко конструював (приміром, власноруч збирав двигун Стірлінга), займався розробкою енергозберігаючих технологій майбутнього. У численних спогадах друзів він — щира, чуйна і талановита людина, справжній друг.

## Хроніка трагічних подій на Майдані 18 лютого 2014 року
18 лютого, близько 15.00 Сашко вийшов з дому. О 18.00 зателефонував додому і повідомив, що з ним все гаразд і через дві години він повернеться. Саме у цей час розгорталися найзапекліші бої у центрі Києва між повсталими людьми і силовими підрозділами бійців, підконтрольними владі. О 20.00 його мама сама подзвонила, але на дзвінок відповів волонтер, який саме у той момент виносив його з-під куль. Чоловік встиг сказати, що Сашко у важкому стані і що він несе його у Будинок Профспілок. Пізніше на місце подій прибули лікарі й відвезли смертельно пораненого до міської лікарні № 17, куди прибули його мама і сестра. Деякий час медики боролися за життя Сашка, але після операції пояснили рідним, що його поранення несумісне з життям і врятувати його було неможливо. 
Попрощатися з Сашком і віддати шану загиблому прийшли студенти та молодь Києва, знімальні групи кількох українських та зарубіжних телеканалів та багато інших небайдужих людей. Він похований на Лісовому кладовищі Києва (ділянка № 113).

## Вшанування пам'яті
Відгук на смерть героя Майдану розмістила народна депутатка Ірина Геращенко:
| Тільки-но в 17-ту лікарню приїхав тато Плеханова Саши. Хлопцю 7 березня мало б виповнитися 23 роки. Всі лікарі плакали. І ми всі теж. Начебто ж щодня лікарі бачать смерть і горе, але такого жаху — безглуздого та братовбивчого — не бачили... |
28 листопада 2014 р. об 11:30, коло архітектурного корпусу КНУБА (Київ, вул. Преображенська 2), у якому навчався О. Плеханов, відкрили пам'ятник Герою Небесної Сотні.
Кабінет Міністрів України 15 листопада 2017 р. заснував в числі стипендій імені Героїв Небесної Сотні для студентів та курсантів закладів вищої освіти державної форми власності, які здобувають вищу освіту стипендію імені Олександра Плеханова за спеціальністю «Архітектура та містобудування».

### Нагороди
- Звання Герой України з удостоєнням ордена «Золота Зірка» (21 листопада 2014, посмертно) — «за громадянську мужність, патріотизм, героїчне відстоювання конституційних засад демократії, прав і свобод людини, самовіддане служіння Українському народу, виявлені під час Революції гідності»[3].
- Медаль «За жертовність і любов до України» (УПЦ КП, червень 2015) (посмертно)[4].

### У літературі
Київська поетеса Ірина Рассвєтная присвятила Герою вірш.